# Claude Garamond
Claude Garamond (ur. 1480; zm. 1561) – francuski typograf i odlewnik. Jeden z ojców tradycji typograficznej w Europie. Twórca tak zwanej francuskiej antykwy renesansowej.

## Życiorys
Claude Garamond (pierwotnie Garamont) urodził się około 1480 roku w Paryżu. Fachu uczył się od drukarza Simona de Colines oraz rytownika Geoffroya Tory. Zdobył rozgłos w 1541 roku, kiedy to trzy z jego greckich krojów – między innymi Grecs du roi, zainspirowane odręcznym pismem kopisty Angelo Vergecio – zostały użyte w serii książek Roberta Estienne, zleconej przez króla Franciszka I. Według Artura Tilley, ówczesnego krytyka literackiego, były przykładem najlepszej, kompletnej typografii. Niedługo potem stworzył antykwy i to w największym stopniu dzięki nim został zapamiętany. Garamond od 1545 roku działał także jako wydawca. Pierwszą wydaną przez niego książką była Pia et Religiosa Meditatio Davida Chambellana. Dalej wydał między innymi Juwenkusa, Historię następców Aleksandra Wielkiego Tukidydesa. Garamond umarł w 1561 roku, a jego czcionki i matryce przejęli Christophe Plantin z Antwerpii oraz frankfurcka wytwórnia czcionek Egenolff-Berner. Oryginalne czczcionki można do dzisiaj podziwiać w muzeum w Antwerpii.

## Wkład Garamonda w rozwój typografii
Gdy Claude Garamond zmarł w 1561, jego matryce zostały sprzedane Christopherowi Plantinowi, co pozwoliło na użycie czcionki w wielu drukarniach, przez co zyskała sławę w Europie. W 1621 roku francuski drukarz Jean Jannon stworzył krój w pewnym stopniu podobny do Garamonda, lecz z drobnymi zmianami, m.in. nieregularnością w osi liter. W 1825 roku French National Printing Office zaadaptowało ten krój, przypisując go Claudowi Garamondowi. Na podstawie wersji Jannona, w 1919 roku wyprodukowano pierwszy XX-wieczny, komercyjny Garamond, nazywając go Garamond #3.

## Apple Garamond

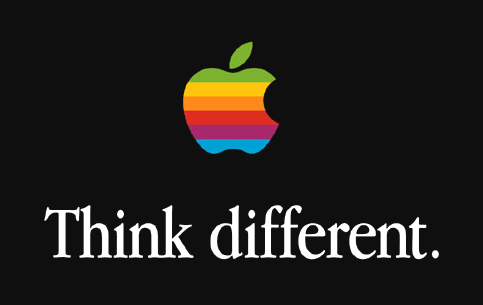
Logo Apple’a

Odmiana kroju została przejęta przez firmę Apple w 1984 roku, po wydaniu Macintosha. Do zareklamowania nowego produktu, Apple chciało użyć ITC Garamond Light oraz Book skondensowane o 20 procent, lecz spowodowało to deformację i zaburzyło estetykę. Projektanci stworzyli wersję Garamond specjalnie dla Apple.

## Zastosowanie

Adobe Garamond Pro

Najbardziej rozpowszechnioną odmianą jest Adobe Garamond Pro. Font wykorzystywany jest najczęściej jako główny tekst w magazynach, gazetach i książkach. Garamond uważany jest za najbardziej czytelny font szeryfowy w tradycyjnej typografii, podobno też jest bardzo oszczędny jeśli chodzi o zużycie tuszu. Mimo upływu lat, nie traci na popularności i uważany jest za 
jeden z piękniejszych istniejących krojów.